# Малая Петровка (Одесская область)
Малая Петровка (укр. Мала Петрівка) — село, относится к Подольскому району Одесской области Украины.
Население по переписи 2001 года составляло 31 человек. Почтовый индекс — 66372. Телефонный код — 4862. Занимает площадь 0,2 км². Код КОАТУУ — 5122986004.

## Местный совет
66371, Одесская обл., Подольский р-н, с. Петровка